# Merișani
Merișani is een Roemeense gemeente in het district Argeș.
Merișani telt 4750 inwoners.